# شری مون زامبی
شری مون زامبی (به انگلیسی: Sheri Moon Zombie) که با نام شری لین اسکارکیس (به انگلیسی: Sheri Lyn Skurkis) در ۲۶ سپتامبر ۱۹۷۰ زاده شد، هنرپیشه، مدل، رقصنده و طراح مد آمریکایی است. او را با نام شری مون و پس از ازدواج با راب زامبی شری مون زامبی نیز می‌شناسند. وی با بازی در فیلم‌های همسرش از جمله خانه ۱۰۰۰ جسد (۲۰۰۳)، مطرودین شیطان (۲۰۰۵) و هالووین (۲۰۰۷) شهرتی فراوان یافت. پس از آن شری مون به «برجسته‌ترین شمایل قاتل زنجیره‌ای مونث که تاکنون در عرصه سینمای وحشت در دوران مدرن پدیدار شده است» تبدیل شد.